# Transportes Unidos de Asturias
Transportes Unidos de Astúrias (coneguda popularment com a «TUA») és una empresa de caràcter privat amb participació del Grup ALSA que gestiona des de 1981 el servei públic de transport urbà col·lectiu a la ciutat d'Oviedo (Principat d'Astúries). Per aquest servei rep una subvenció de l'Ajuntament d'Oviedo,que el 2008 va ascendir a 10,8 milions d'euros. A canvi l'Ajuntament ingressa la recaptació per venda de bitllets.

## Serveis
Disposa d'una flota de 64 autobusos amb el que realitza 13 línies diürnes més una línia nocturna (coneguda com a «mussol» o Línia N) els divendres, dissabtes i vespres de festius. Les línies cobreixen el 95% de la població municipal i el 92% de la superfície del concejo. El 2008 totes les línies, en les quals viatgen habitualment 50.000 passatgers, van registrar 14,3 milions de viatges, en els quals van recórrer 4,3 milions de quilòmetres. Tots els autobusos, que són de pis baix i disposen de rampa d'accés per a usuaris en cadira de rodes, compten amb sistemes d'informació acústica i visual a l'interior de l'autobús.
Des del 23 d'agost de 2014 s'usen lletres compreses entre l'A i l'O en lloc de nombres per identificar les línies

## Línies
Diürnes
| Línia | Trajecte                                 |
| ----- | ---------------------------------------- |
| A     | Centro Asturiano - Llamaquique           |
| B     | Olivares - Fitoria                       |
| C     | Facultades - Huca - Llugones             |
| D     | Facultades - Huca - Parque Principado    |
| E     | Las Campas - La Monxina                  |
| F     | HUCA - Ciudad Naranco - Campillín - HUCA |
| H     | Serrano - Parque Principado              |
| J     | Otero - San Claudio                      |
| K     | Latores - Plaza América                  |
| L     | San Andrés - Tudela Veguín               |
| M     | Primo Rivera - Faro - Primo Rivera       |
| O     | Lubrió - Plaza América                   |

Nocturna
| Línia                      | Trajecte |
| -------------------------- | -------- |
| Cuatro Caños - San Claudio |          |

## Tarifes
Les tarifes oficials des de l'1 de desembre de 2014 són:
| Tarifa                                        | Preu (€) |
| --------------------------------------------- | -------- |
| Bitllet ordinari                              | 1,20     |
| Bonobús (10 viatges)                          | 9,00     |
| Bono pensionista (10 viatges)                 | 7,20     |
| Bono universitari (10 viatges)                | 7,70     |
| Bono minusvàlid (Limitat a 20 viatges al mes) | Gratuït  |